# Aladdin Bouhania
Aladdin Bouhania (født 1. oktober 1984) er en dansk atlet – oprindeligt fra Marokko – som hovedsageligt konkurrerer indenfor mellemdistanceløb.
I sin primære disciplin, 800 meteren, blev han i 2005 notereret for de 6 bedste tider i Danmark. Den bedste lød på 1.50,09 min.
Han løber for Aarhus 1900. 
Han har i 2009 gjort sig bemærket ved både, at være med i fjernsynsprogrammerne:  TV 2Wipeout på Kanal 5.

## Personlige Rekorder
- 400 m 49,64 sek
- 800 m 1.50,07 min
- 1500 m 3.52,15 min

## Danske Mesterskaber

### Seniormesterskaber
- 2009 
  - 800 m – 1# – 1,54,27 min
  - 800 m inde – 1# – 1,53,84 MIN
- 2008 
  - 800 m inde – 1# – 1,54,30 min
- 2007
  - 1500 m – 1# – 3.54,60 min
  - 800 m – 3# – 1.53,34 min
  - 800 m inde – 1# – 1.55,76 min
- 2006
  - 800 m – 2# – 1.52,64 min
  - 800 m inde – 1# – 1.52,93 min
- 2005
  - 800 m – 2# – 1.57,11 min

### Ungdomsmesterskaber
- 2006
  - U23 – 800 m – 2# – 1.56,63 min
  - U23 – 800 m inde – 1# – 1.52,93 min
  - U23 – 400 m inde – 3# – 50,61 sek
- 2005
  - U23 – 800 m – 1# – 1.53,00 min
  - U23 – 400 m – 2# – 49,64 sek
  - U23 – 10 km – 3# – 32.01 min
- 2004
  - U23 – 800 m inde – 1# – 1.56,52 min
- 2003
  - Junior – 1500 m – 1# – 3.57,18 min
  - Junior – 800 m – 2# – 1.57,27 min
  - Junior – 1500 m inde – 1# – 4.03,75 min
  - Junior – 800 m inde – 1# – 1.58,94 min
- 2002
  - Junior – 1500 m – 2# – 4.11,47 min
  - Junior – 800 m – 1# – 1.59,78 min